# Cellule multi-niveaux

Comparaison des différents types de cellules : SLC, MLC, TLC, QLC, PLC.

En électronique, une cellule multi-niveaux (MLC, multi-level cell en anglais) est un élément de mémoire capable de stocker plus d'un bit d'information.
Le flash MLC NAND est une technologie de mémoire flash utilisant plusieurs niveaux par cellule permettant le stockage de davantage de bits avec le même nombre de transistors. Une cellule mono-niveau (SLC, single-level cell en anglais) NAND peut exister sous deux états électriques différents. Elle permet donc le stockage d'un seul bit d'information. La plupart des mémoires flash MLC NAND possède des cellules pouvant exister sous quatre états différents, de manière à pouvoir stocker deux bits d'information par cellule. Ceci réduit la marge séparant les états et résulte en l'exposition à davantage d'erreurs. Les cellules multi-niveaux conçues pour avoir des taux d'erreur particulièrement bas sont parfois appelés MLC d'entreprises (eMLC, enterprise MLC en anglais). 

## Généralités
Le principal avantage des mémoires flash MLC réside en leur faible coût par unité de stockage dû à une plus grande densité de données, et les logiciels de lecture de mémoire peuvent compenser un taux d'erreur plus important. Ceux-ci ont recours à un code correcteur d'erreur capable de corriger des erreurs étendues à plusieurs bits ; par exemple, le SandForce SF-2500 Flash Controller peut corriger jusqu'à 55 bits par secteur de 512 bits avec un taux d'impossibilité de correction inférieur à un secteur pour 1017 bits lus. L'algorithme le plus utilisé est celui de Bose-Chaudhuri-Hocquenghem (code BCH).
Quelques systèmes de mémoire vont dans la direction opposée et utilisent deux cellules par bit afin de diminuer les taux d'erreur. C'est le cas par exemple de l'Intel 8087. Certains SSD utilisent en partie une architecture MLC NAND comme s'il s'agissait d'un SLC NAND, aboutissant à de meilleures vitesses d'écriture,,.
Samsung a aussi lancé un type de NAND qui stocke trois bits d'information par cellule, avec un total de huit états de tension. Cette technologie est souvent appelée cellule triple-niveaux (TLC, Triple Level Cell en anglais) et est apparue pour la première fois dans la série de SSD 840 EVO. Samsung considère cette technologie comme une MLC trois bits. Les cartes mémoire flash X4 de SanDisk se basent sur une technologie à quatre bits par cellule, qui utilise 16 états de tension,. Les inconvénients des MLC sont amplifiés avec les TLC, mais ces dernières bénéficient d'une meilleure densité de stockage et d'un coût moindre.

## Cellule mono-niveau
La mémoire flash stocke les données dans des cellules mémoire individuelles composées de transistors à effets de champ (en particulier des floating-gate MOSFET). Généralement, chaque cellule possède deux états électriques possibles et permet ainsi de stocker un unique bit d'information. On l'appelle donc cellule mono-niveau ou SLC (single-level cell).
Elle présente des vitesses d'écriture plus grandes pour une consommation moindre et une meilleure endurance. Cependant, dans la mesure où les mémoires SLC stockent moins de données par cellule que les mémoires MLC, leur coût par mégabit est plus important pour le fabricant. Leur vitesse de transfert et durée de vie particulièrement avantageuses font des mémoires flash SLC un élément de choix à la base des cartes mémoire haute performance.

## Cellule multi-niveau
La mémoire MLC (Multi-Level Cell) nom initialement donné au DLC (Double-Level Cell) peut aussi être donné aux type de mémoire avec plusieurs bits stocké par cellules.
L'usage fait que l'acronyme MLC désigne en général la mémoire DLC.
| Type | Signification     | Nb Bit/Cell | Cycles P/E (1) | Avantage                          | Inconvénient                    |
| ---- | ----------------- | ----------- | -------------- | --------------------------------- | ------------------------------- |
| SLC  | Single-Level-Cel  | 1           | 100 K          | Endurance                         | Coûts élevés, Faibles capacités |
| DLC  | Double-Level Cell | 2           | 10 K           | Économique                        | Lent, Moins endurant            |
| TLC  | Triple Level Cell | 3           | 3 K            | Plus économique, Hautes capacités | Faible endurance                |
| QLC  | Quad-level Cell   | 4           | 1 K            | Pas cher                          | Moins fiable                    |
| PLC  | Penta-level Cell  | 5           | ?              | ?                                 | en développement                |

(1) Un cycle P/E est le processus d'effacement et d'écriture d'une cellule. Plus la technologie NAND peut supporter de cycles P/E, meilleure est l'endurance du dispositif. Valeur a titre indicatif.